# Liturgiereform Karls des Großen

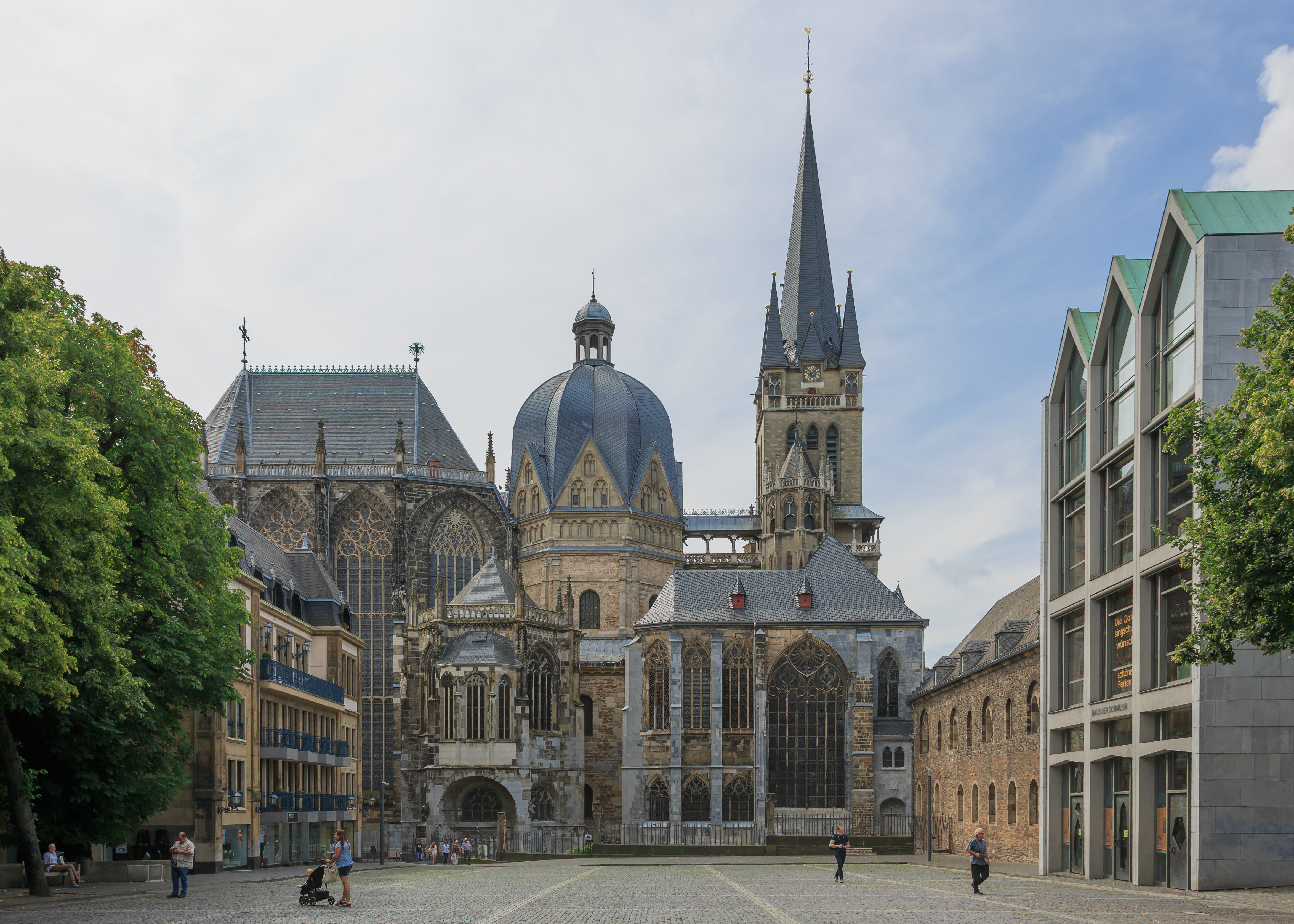
Aachener Dom, die frühere Aachener Pfalzkapelle

Als Liturgiereform Karls des Großen oder auch fränkische oder karolingische Liturgiereform bezeichnet man die durch Pippin und Karl den Großen in Kraft gesetzten liturgischen Neuerungen. Sie betrafen sowohl die Liturgie der Heiligen Messe als auch den Ritus von Taufe und Firmung.

## Geschichte

### Reform unter Pippin und Karl dem Großen
Nach einer Stabilisierung der Herrschaft der Karolinger im fränkischen Reich kam es ausgehend von der gallikanischen Liturgie zu einer Liturgiereform, die in eine größere Reichs- und Bildungsreform eingebettet war. Die genannte gallikanische Liturgie konnte sich trotz zahlreicher Bestrebungen zu größerer Vereinheitlichung bis dahin eine große Vielfältigkeit bewahren. Auftakt zur größeren Vereinheitlichung durch stärkere Anbindung der germanischen Stämme an Rom war die Einführung des römischen Taufritus, insbesondere der Kindertaufe, durch Bonifatius. Eine Folge der Kindertaufe das Verbot das Kind – ein vollwertiges Mitglied des Gemeinwesens – auszusetzen. Sie machte ferner eine Aufwertung des spätantiken Amtes des Taufpaten notwendig.
Pippin und Karl der Große ergriffen zur liturgischen Vereinheitlichung folgende Maßnahmen:
- Übernahme des römischen Chorals (eine Vorstufe des gregorianischen Chorals) in der Choralschule von Metz,[4]
- Förderung bestimmter Sakramentare (des fränkisch-gelasianische Sakramentars von Flavigny (ca. 760)) und die spätere Anforderung authentisch-römischer Sakramentare bei Papst Hadrian I. im Jahr 784,[4]

Sowohl von den nun zu vereinheitlichenden euchologischen Texten und ihrer Anordnung im Kirchenjahr durch die römischen Sakramentare als auch von den römischen Choralbüchern und weiteren Schriften wie der regula Benedicti waren Normexemplare in der Pfalzkapelle in Aachen aufzubewahren und durch Abschriften im ganzen Reich zu verbreiten. Verbunden mit dieser Übernahme verstärkte sich auch der Charakter der Messe als Opfer nicht nur der anwesenden Gemeinde, sondern der ganzen himmlischen und irdischen Kirche durch den Priester. Auf diese Zeit geht auch die Verwendung ungesäuerter Hostien, die Mundkommunion und der Canon Missae in Stille (sog. Kanonstille) zurück.

### Weitere Entwicklung
Aufbauend auf den karolingischen Reformen entwickelte sich der sog. Rheinische Messordo. Ihm gehen zwei verschiedene Formen voraus:
- der sog. Apologientyp (9. Jahrhundert): Er zeichnet sich durch zahlreiche Schuldbekenntnisse des Priesters aus, insbesondere in den Gebetsreihen zu Beginn (Stufenmesse), zur Gabenbereitung (Suscipe Sancta Trinitas und Orationes ad munus offerendum), zur Kommunion (Domine Jesu Christi, Fili Dei vivi) und zum Ablegen der liturgischen Gewänder.[5]
- der sog. fränkische Typ (11. Jahrhundert); er blieb lediglich im fränkischen Reich verbreitet[5]

Ausgehend vom Apologientyp verbreitete sich der Rheinische Messordo über das Reformkloster Cluny und die Ottonen auch in Italien und Rom. Ausgehend von der spätantiken päpstlichen Pontifikalliturgie des Ordo Romanus I nach der Reform Gregors des Großen aus dem 6. Jahrhundert gewann der römische Ritus über den Einfluss gallikanischer Elemente durch die Reform der Karolinger somit seine wesentliche Gestalt.